# Radikal 132
Radikal 132 自 mit der Bedeutung „selbst“ ist eines von 29 der 214 traditionellen Radikale der chinesischen Schrift, die mit sechs Strichen geschrieben werden.  
Mit 5 Zeichenverbindungen in Mathews’ Chinese-English Dictionary gibt es sehr wenige Schriftzeichen, die unter diesem Radikal im Lexikon zu finden sind. Im Kangxi-Wörterbuch waren es noch 34 Schriftzeichen, die unter diesem Radikal zu finden waren.
Das Radikal 自 nimmt nur in der Langzeichen-Liste traditioneller Radikale, die aus 214 Radikalen besteht, die 132. Position ein. In modernen Kurzzeichen-Wörterbüchern kann er sich an ganz anderer Stelle finden. Im Neuen chinesisch-deutschen Wörterbuch aus der Volksrepublik China steht es zum Beispiel an 180. Stelle.
Das Schriftzeichen entwickelte sich aus dem Bild einer Person, die auf die eigene Nase (Radikal 209) zeigt. Das Orakelschrift-Zeichen zeigt eine menschliche Nase, und Nase ist auch die ehemalige Bedeutung von 自. Erst später nahm das Zeichen die Bedeutung 自己 (= selbst), 自然 (ziran = Natur) und 自从 (= seitdem) an.
Das heutige Zeichen für Nase ist 鼻 (bi). Es setzt sich zusammen aus dem ursprünglichen Schriftzeichen für Nase 自 oben und dem Lautträger 畀 unten. 臭 (= stinken) enthält die Nase 自 und den Hund (犬): Die Hundenase erkennt sehr gut Gerüche. Dies war denn auch die erste Bedeutung des Zeichens: 嗅 (= beschnüffeln).

## Schriftzeichenverbindungen, die vom Radikal 132 regiert werden
| Striche | Zeichen  |
| ------- | -------- |
| +0      | 自       |
| +01     | 臫       |
| +04     | 臬 臭    |
| +06     | 臮 臯 臰 |
| +09     | 臱       |
| +10     | 臲       |

 Im Unicodeblock Kangxi-Radikale ist das Radikal 132 unter der Codepointnummer 12.163 (U+2F83) codiert.